# 水煮嫩蛋

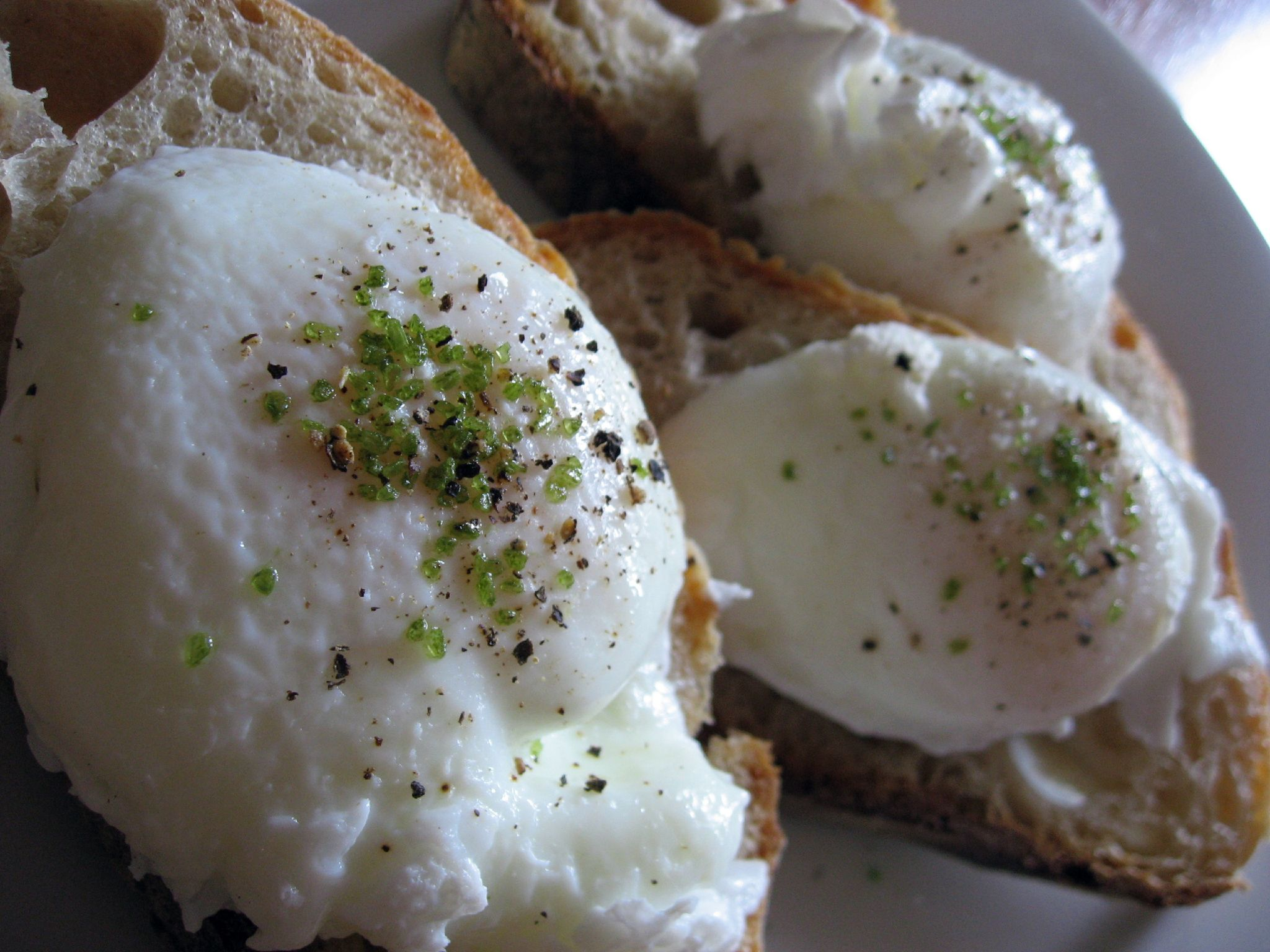
水煮嫩蛋在麵包上

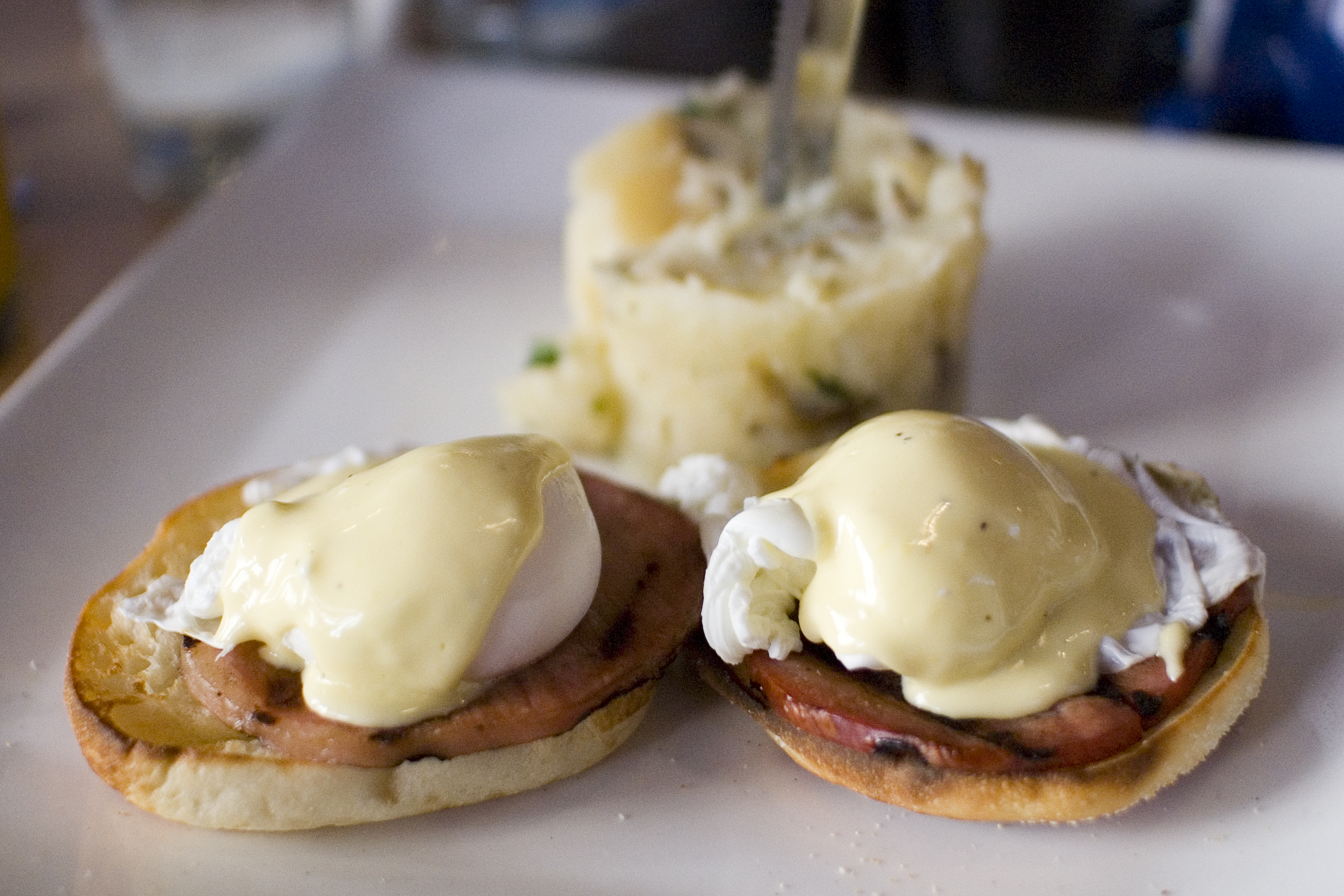
美式早餐中常见的火腿蛋松饼用水煮嫩蛋搭配切好的英式玛芬。

水煮嫩蛋（英語：poached egg，又稱煲嫩蛋、水潽蛋、臥蛋、囫圇蛋、水煮荷包蛋、波蛋），是一種去殼熟蛋料理，通过低温水煮做成。煮时可以加入少量的白醋，使用酸性特徵加速水煮過程或劇烈攪拌鍋水以產生渦流來減少蛋白分散。
歐美人常將其作为早餐或制作其它菜的原料。做好後可放在烤麵包或沙拉上，也可放進湯裡。日本的水煮嫩蛋會以水煲熟，稱為溫泉蛋。
把它放在英式瑪芬上的食物為「火腿蛋鬆餅」。酒酿圆子制作时可同煮水潽蛋，一般加糖。

## 做法
1. 將蛋打進碗裡
2. 水將近沸腾時放少許鹽，改用慢火
3. 用湯匙順時針輕旋轉水面使其產生類似漩渦的凹洞
4. 將碗裡的蛋緩緩倒入，待蛋白稍為凝固後再攪動一下水(蛋隨水波移動避免黏於鍋底)
5. 3~5分鐘後小心將蛋取出
6. 如有部份蛋白的形狀不好看，切掉整型

普通且单纯的水煮嫩蛋，其本身不需要像炒蛋一样撒盐或添加任何调味料。摆盘上菜即可享用。

## 营养观念
在众多的蛋料理中，水嫩煮蛋在营养学中被列为绝佳做法。其原因在于其用慢火烹饪的方式以防止热水沸腾，以确保蛋本身的营养素不遭到破坏。与此同时，阻碍维生素B7吸收的抗生物素蛋白将在此温度条件下失效，但不会对其他营养素产生任何破坏。
抗生物素蛋白大量聚集在生蛋清中。与维生素B7结合后会更加难以被人体所吸收。